# Seleuc del Bòsfor
Seleuc del Bòsfor (en llatí Seleucus, en grec antic Σέλευκος) fou rei del Bòsfor
El seu regnat és molt poc conegut. No se sap segur la seva filiació però va pujar al tron a la mort del rei Espàrtoc I circa l'any 431 aC i sembla molt probable que fos el seu fill. Se sap per Diodor de Sicília que va regnar quatre anys fins al 427 aC, però com que després, fins al 407 aC no hi ha cap notícia del regne, això podria ser un error i el seu regnat hauria estat més llarg o el del seu germà i successor Sàtir I (fill d'Espàrtoc I) hauria començat abans. Una teoria suposa que entre Seleuc i Sàtir I hi va haver un altre rei de nom Espàrtoc i que això va confondre a Diodor.